# Майер, Александер (футболист, 1991)
Алекса́ндер Ни́клас Ма́йер-Ша́де (нем. Alexander Niklas Meyer-Schade; род. 13 апреля 1991 года, Бад-Ольдесло, ФРГ) — немецкий футболист, вратарь дортмундской «Боруссии».

## Клубная карьера
Начинал карьеру в родном городе, в клубе «Ольдесло».
В 2005 году перешел в академию «Гамбурга», где провел в общей сложности 7 лет, играя за молодежные и вторую команду.
В 2012 году стал основным в клубе «Хавелсе» Регионаллиги, после пяти лет в клубе перешел в «Энерги» из того же дивизиона.
В апреле 2017 году перешёл в «Штутгарт», за который ни разу не сыграл. Впрочем, в его активе также есть 4 игры за вторую команду.
В 2019 году перешел в «Ян», который стал его первым клубом выше 3-го дивизиона. Дебютировал в профессиональном футболе 28 июля 2019 года в возрасте 28 лет против «Бохума». С ним в основе Регенсбург успешно сохранял прописку во второй Бундеслиге, после чего был подписан «Боруссией» на позицию второго вратаря.
С момента перехода регулярно подменял основного вратаря «шмелей» Грегора Кобеля. Дебютировал за клуб в матче 6 сентября 2022 года в матче Лиги Чемпионов против «Копенгагена» из-за травмы швейцарца (матч окончился сухой победой дортмундцев — 3:0). через 5 дней дебютировал и в Бундеслиге против «Лейпцига» (проигрыш 0:3).

## Достижения
Энерги
- Кубок земли Бранденбург — 2016/17
- Победитель Региональной лиги (Северо-Восток) — 2017/18